# América Aguilar Gil
América Victoria Aguilar Gil (Chihuahua, Chihuahua; 27 de septiembre de 1984) es una política mexicana afiliada al Partido del Trabajo. Actualmente es Diputada local y coordinadora de la Fracción Parlamentaria del Partido del Trabajo en la LXVIII Legislatura del Congreso del Estado de Chihuahua.

## Trayectoria
Ha sido parte del Partido del Trabajo desde 1994, participando activamente desde sus dieciocho años. En el año 2004 trabajó en brigadas, recorriendo las calles de Chihuahua.
En el año 2007 comenzó a trabajar en el Partido del Trabajo cómo coordinadora del departamento de Afiliación, y después en el de Vinculación Estatal.
Ocupó las Secretarías de Afiliación Electoral y Coordinación y Alianza con Dirigentes Municipales petistas, en la Comisión Ejecutiva Estatal del Partido del Trabajo.
En 2008 fungió como colaboradora en el Departamento Cultural de la Embajada de México, realizando la tarea de enlace cultural entre las costumbres de México y el resto del mundo.
En 2010 fue candidata del PT a la alcaldía de Chihuahua, en el 2012 candidata por el Distrito Octavo electoral federal, mismo por el que compitió en la contienda del proceso electoral 2018, por la coalición Juntos Haremos Historia.
Del año 2013 al 2016 fue diputada local, así como coordinadora de la Fracción Parlamentaria del Partido del Trabajo en el Congreso del Estado de Chihuahua. 
Del 2017 al 2024 fungió como coordinadora estatal del Partido del Trabajo en Chihuahua.
Actualmente es diputada local en la LXVIII Legislatura, y coordinadora de la Fracción Parlamentaria del Partido del Trabajo en el Congreso del Estado de Chihuahua.

## Escolaridad
En el año 2012 se graduó como Licenciada en Relaciones Internacionales por el Instituto Tecnológico y de Estudios Superiores de Monterrey campus Chihuahua, con una Especialidad en Administración Estratégica.

## Trabajo Legislativo
Durante la LXIV Legislatura (Período 1 de octubre de 2013 a 30 de septiembre de 2016), América Aguilar se desempeñó como diputada local del Estado de Chihuahua, en donde presentó la iniciativa del “Día Estatal de la Lucha contra la Homofobia”, la cual fue aprobada el 14 de mayo de 2015.